# 東京都競馬
東京都競馬株式会社（とうきょうとけいば、英: TOKYOTOKEIBA CO.,LTD.）は、競馬・オートレース・遊園地・物流倉庫施設を保有、管理、賃貸している、日本の株式会社（第三セクター）である。

## 直営施設
- 大井競馬場（東京都品川区）
  - シアターH（同上、2024年6月開業）
  - offtひたちなか（茨城県ひたちなか市）
  - offt汐留（東京都港区）
  - 小林牧場（千葉県印西市）
  - 新潟地区（廃止された旧新潟県営競馬から引き継いだもの）
    - offt新潟（新潟県新潟市）
    - オープス中郷（新潟県上越市中郷区）

三条場外（新潟県三条市・新潟県営競馬時代は三条競馬場）は2015年1月23日に発売終了。
- 伊勢崎オートレース場（群馬県伊勢崎市）
  - offt伊勢崎（伊勢崎オートレース場内、2013年4月22日開設）

## 沿革
- 1949年 - 東京都が、施行権を有する地方競馬の開催施設運営を目的に当社設立。
- 1950年 - 大井競馬場開場、第一回大井競馬施行。
- 1951年 - 大井興業株式会社設立。
- 1954年 - 大井オートレース場開場。
- 1955年 - 東京証券取引所市場第一部に上場。
- 1965年 - 小林牧場開設。
- 1970年 - 株式会社東京サマーランド設立。社が保有するダイニヘルスオーが羽田盃と東京大賞典で優勝。
- 1971年 - 東京サマーランドが、東京サマーランドを運営する株式会社東京サーキットを吸収合併。
- 1973年 - 大井オートレース場廃止。
- 1974年 - 伊勢崎オートレース運営企業として関東興産株式会社設立。
- 1976年 - 伊勢崎オートレース場開場。
- 1984年 - 東京倉庫株式会社設立。
- 2002年 - 新潟競馬（地方競馬）廃止に伴い、新潟地区施設を継承。関東興産を吸収合併。
- 2009年 - 東京都品川区に「大井競馬場前ショッピングモール ウィラ大井」オープン。
- 2012年 - 大井興業を株式会社東京プロパティサービスへ商号を変更。本社所在地を中央区日本橋3丁目3番9号から現在地へ移転。
- 2015年 - 株式取得でタックを子会社化。
- 2017年 - 東京倉庫を、東京プロパティサービスが保有する株式を現物配当により取得して完全子会社化。

## 連結子会社
- 株式会社東京プロパティサービス（大井競馬場場内サービス事業） - 100%
- 東京倉庫株式会社（物流施設の賃貸） - 100%
- 株式会社東京サマーランド（東京都競馬から遊園地を受託運営） - 100%
- 株式会社タック（空調設備工事） - 100%